# Armin Zöggeler
Armin Zöggeler (Merano, 4 gennaio 1974) è un ex slittinista e allenatore di slittino italiano.
È considerato uno dei più grandi e vincenti di sempre in questa disciplina. Specializzato nel singolo, nel suo palmarès annovera sei titoli mondiali, quattro europei e dieci Coppe del Mondo, oltre a sei medaglie individuali consecutive – due ori, un argento e tre bronzi – ai Giochi olimpici: nella storia dello sport, lo slittinista azzurro è stato il primo ad avere raggiunto tale traguardo. È l'italiano più vittorioso in gare individuali di Coppa del Mondo negli sport invernali, grazie ai suoi 57 successi.
Dal 2014 è il direttore tecnico della nazionale italiana.
Nel giugno 2019 è stato nominato nella Hall of Fame della Federazione Internazionale Slittino.

## Biografia
Zöggeler è cresciuto a Foiana (Völlan), una frazione del comune di Lana e una delle roccaforti dello slittino su pista naturale in Alto Adige. Ha iniziato a praticare questo sport fin da bambino, utilizzando lo slittino per scendere dal maso in cui abitava con la famiglia fino a valle dove era situata la scuola, lungo una strada di circa tre chilometri che per tutto l'inverno rimaneva ghiacciata.
Appena undicenne vinse la sua prima gara internazionale, ma il suo allenatore dell'epoca Severin Unterholzner, convinto delle potenzialità del giovane Armin, lo spinse a passare allo slittino su pista artificiale, la specialità più diffusa e che ha dignità olimpica; a quattordici anni sulla pista Panorama di Valdaora fece il suo esordio in gara in questa nuova disciplina. Zöggeler non tradì le aspettative e a soli sedici anni conquistò la Coppa del Mondo juniores, ottenendo il primo di una lunga serie di trionfi; sempre a livello giovanile vinse due medaglie d'oro e una d'argento in tre edizioni dei campionati mondiali juniores.
Gareggiando per la nazionale italiana ha fatto il suo esordio a livello assoluto in Coppa del Mondo nella stagione 1992/93, ha conquistato il primo podio il 6 dicembre 1992 nel singolo a Sigulda (3°) e la prima vittoria il 15 gennaio 1995 sempre nel singolo a Oberhof. Può vantare 59 vittorie di tappa in totale, di cui ben 57 nella specialità del singolo, che fanno di lui lo slittinista più vincente di sempre in gare di Coppa del Mondo su pista artificiale ed è, nella speciale graduatoria della vittorie in tappe di Coppa del Mondo negli sport invernali, il secondo italiano con più trionfi in assoluto, dietro al solo Patrick Pigneter (specialista della stessa disciplina ma su pista naturale) e davanti ad Alberto Tomba. In classifica generale ha conquistato la Sfera di cristallo in dieci occasioni: nel 1997/98, nel 1999/00, nel 2000/01, nel 2003/04, nel 2005/06, nel 2006/07, nel 2007/08, nel 2008/09, nel 2009/10 e nel 2010/11, eguagliando così il primato di trofei ottenuti nella specialità del singolo, detenuto dall'austriaco Markus Prock, e portandosi a una sola lunghezza dal record assoluto di sfere di cristallo vinte nello slittino, che appartiene all'italiano Norbert Huber con tre trofei conquistati nel singolo e otto nel doppio.
Ha partecipato a sei edizioni dei Giochi olimpici invernali, riuscendo in ognuna di esse a salire sul podio. L'esordio ai Giochi è avvenuto a Lillehammer 1994 occasione in cui ha colto la medaglia di bronzo, quattro anni più tardi a Nagano 1998 ha conquistato l'argento, a Salt Lake City 2002, come anche nell'edizione di casa a Torino 2006, ha vinto la medaglia d'oro mentre a Vancouver 2010 e poi a Soči 2014 ha ottenuto nuovamente il bronzo. In quest'ultima occasione ha preso il via anche nella gara a squadre, concludendo la prova in quinta posizione insieme ai compagni Sandra Gasparini, Christian Oberstolz e Patrick Gruber.

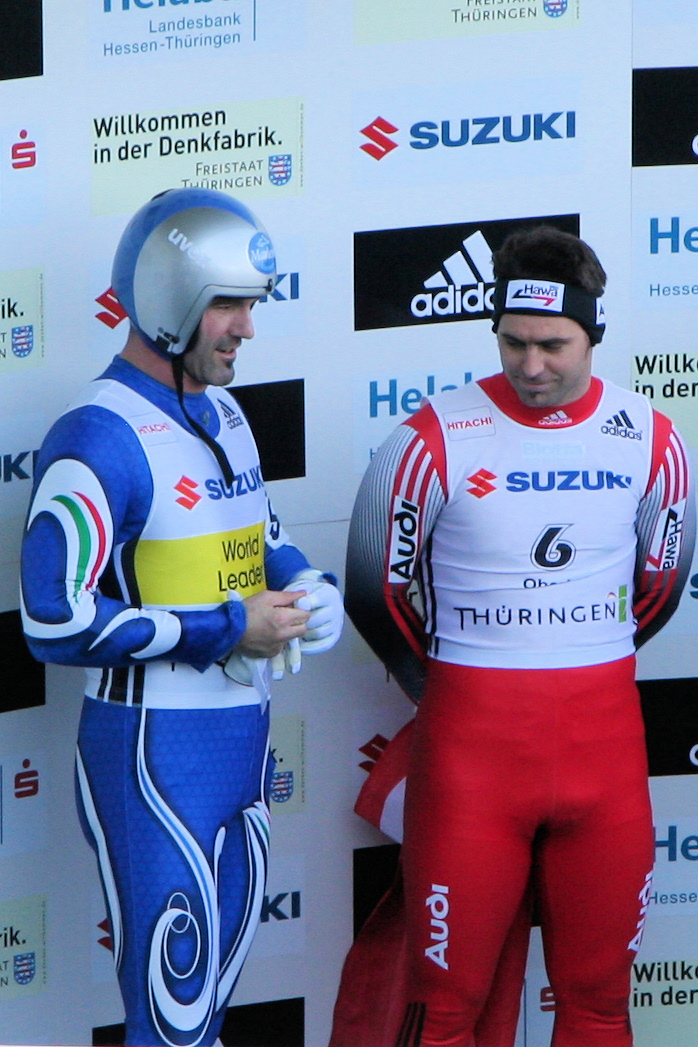
Zöggeler nel 2008, assieme al collega svizzero Stefan Höhener.

Ha partecipato altresì a quindici edizioni dei campionati mondiali, da Calgary 1993 a oggi, saltando solo l'ultima rassegna, quella di Whistler 2013, per curarsi da un problema alla schiena. In dieci occasioni è riuscito a salire sul podio nella specialità del singolo e di queste per ben sei volte raggiungendo il primo posto, anch'esso un record nella storia dello slittino; le vittorie furono conquistate nelle rassegne iridate di Lillehammer 1995, Schönau am Königssee 1999, Calgary 2001, Sigulda 2003, Park City 2005 e Cesana Torinese 2011. Alle medaglie conquistate nel singolo si aggiungono le altre sei, ottenute sempre a livello di campionati del mondo, nella gara a squadre.
Nelle rassegne continentali ha vinto in totale diciotto medaglie, quattro delle quali d'oro: una nella gara a squadre a Schönau am Königssee 1994 e tre nel singolo a Oberhof 2004, a Cesana Torinese 2008 e a Sigulda 2014.
Proprio sulla Cesana Pariol, la prima pista italiana a ospitare manifestazioni internazionali dai tempi in cui fu dismessa quella di Valdaora (ora nuovamente riutilizzata ma per gare su pista naturale) Zöggeler è non solo imbattuto, ma l'unico ad aver inserito il suo nome nell'albo d'oro dei vincitori di una gara a livello assoluto nella specialità del singolo su tale pista: oltre all'oro olimpico, al titolo mondiale e a quello europeo, ha infatti conquistato tutte e quattro le prove di Coppa del Mondo che si siano mai tenute sul catino piemontese: nel 2005/06, nel 2006/07, nel 2008/09 e nel 2009/10.
Grazie a questo suo impressionante palmarès gli sono stati attribuiti diversi soprannomi dai vari giornalisti sportivi nel corso degli anni: da il "cannibale", con l'ovvio riferimento al grande ciclista belga Eddy Merckx, famoso con quel soprannome già dagli anni sessanta, fino a lo "Schumacher del ghiaccio", per l'affinità tra lo slittinista italiano e il pilota di Formula 1 tedesco Michael Schumacher, sia per quanto concerne l'alta velocità con la quale affrontavano coi loro mezzi le piste nei rispettivi sport, sia per la meticolosità dei due atleti, oltreché, naturalmente, per i record di vittorie che durante gli anni 2000 li accomunavano.
Sempre per merito dei suoi numerosi trionfi ha ottenuto diversi riconoscimenti, anche extrasportivi, primo fra tutti il titolo di commendatore dell'Ordine al merito della Repubblica italiana, onorificenza ricevuta all'indomani della vittoria ai Giochi olimpici di Salt Lake City 2002 ed è stato insignito dall'Arma dei Carabinieri, del cui centro sportivo fa parte, del grado di maresciallo; inoltre in più occasioni ha ottenuto la medaglia d'oro al valore atletico da parte del CONI e nel 2011 la Gazzetta dello Sport, nell'annuale sondaggio per decretare i migliori atleti della stagione, lo ha proclamato sportivo italiano dell'anno.

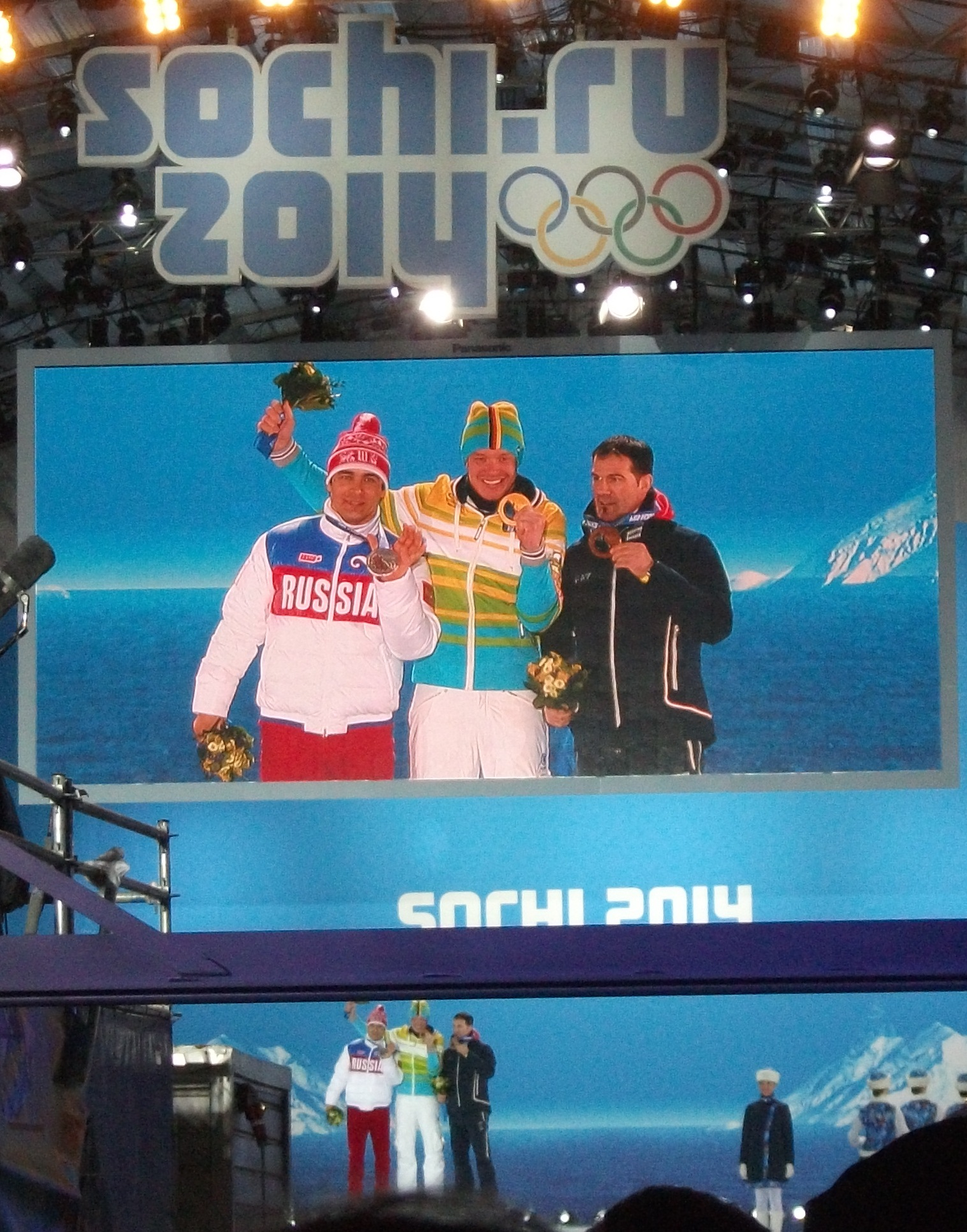
Zöggeler sul podio a, dove ottenne la sua sesta medaglia olimpica individuale in sei edizioni consecutive dei Giochi

Ai Giochi olimpici invernali di Soči 2014 la giunta del CONI lo ha designato quale portabandiera della delegazione italiana ai Giochi. È il terzo slittinista nella storia azzurra ad avere questo onore, dopo Paul Hildgartner, che ricoprì tale incarico addirittura in due occasioni, a Sarajevo 1984 e a Calgary 1988, e Gerda Weissensteiner, alfiere a Nagano 1998. Come dichiarato dallo stesso presidente del Comitato olimpico italiano Giovanni Malagò questa scelta "onora e gratifica l'intero Paese" essendo lo stesso Zöggeler "il più grande atleta di tutti i tempi nel suo sport". Sul valore dell'atleta di Foiana concordano anche alcuni dei più grandi esperti del settore, come ad esempio Walter Plaikner, ex campione olimpico nel doppio a Sapporo 1972, per anni responsabile della squadra e delle slitte azzurre e oggi capo allenatore della nazionale russa, che intervistato prima dei mondiali di Cesana Torinese 2011 aveva sentenziato: "Armin è unico, nessuno lo eguaglierà".
Con il bronzo conquistato in Russia, Zöggeler è diventato il primo atleta nella storia olimpica (sia estiva che invernale) a ottenere una medaglia individuale, nella stessa disciplina, in sei edizioni consecutive dei Giochi, superando sportivi come il tiratore Ralf Schumann, la judoka Ryōko Tamura, l'altro slittinista Georg Hackl, la pattinatrice Claudia Pechstein e la schermitrice Valentina Vezzali.
Il 14 ottobre 2014, a Milano, ha annunciato il suo ritiro dalle competizioni, specificando bensì di voler continuare a collaborare con le squadre nazionali di slittino. In seguito la federazione lo ha incaricato della direzione tecnica della nazionale di slittino.
La figlia Nina ha seguito le orme del padre sia come Carabiniere sia come sportiva: il 17 novembre 2017, a soli 16 anni, si è qualificata per la sua prima gara in Coppa del Mondo. È inoltre zio di Sandra Robatscher, anch'ella slittinista.

## Palmarès

### Giochi olimpici
- 6 medaglie:
  - 2 ori (singolo a Salt Lake City 2002; singolo a Torino 2006);
  - 1 argento (singolo a Nagano 1998);
  - 3 bronzi (singolo a Lillehammer 1994; singolo a Vancouver 2010; singolo a Soči 2014).

### Mondiali
- 16 medaglie:
  - 6 ori (singolo a Lillehammer 1995; singolo a Schönau am Königssee 1999; singolo a Calgary 2001; singolo a Sigulda 2003; singolo a Park City 2005; singolo a Cesana Torinese 2011);
  - 5 argenti (gara a squadre a Lillehammer 1995; singolo a Sankt Moritz 2000; singolo, gara a squadre a Igls 2007; singolo a Lake Placid 2009);
  - 5 bronzi (gara a squadre ad Altenberg 1996; gara a squadre a Igls 1997; gara a squadre a Nagano 2004; gara a squadre a Park City 2005; singolo ad Altenberg 2012).

### Europei
- 18 medaglie:
  - 4 ori (gara a squadre a Schönau am Königssee 1994; singolo a Oberhof 2004; singolo a Cesana Torinese 2008; singolo a Sigulda 2014);
  - 6 argenti (gara a squadre a Oberhof 1998; gara a squadre a Oberhof 2004; singolo, gara a squadre a Winterberg 2006; singolo a Paramonovo 2012; gara a squadre d Oberhof 2013);
  - 8 bronzi (singolo a Schönau am Königssee 1994; gara a squadre a Sigulda 1996; singolo, gara a squadre a Winterberg 2000; singolo ad Altenberg 2002; gara a squadre a Cesana Torinese 2008; gara a squadre a Paramonovo 2012; gara a squadre a Sigulda 2014).

### Mondiali juniores
- 3 medaglie:
  - 2 ori (singolo a Sigulda 1993; singolo a Igls 1994);
  - 1 argento (singolo a Sapporo 1992).

### Coppa del Mondo
- Vincitore della Coppa del Mondo nella specialità del singolo nel 1997-98, nel 1999-00, nel 2000-01, nel 2003-04, nel 2005-06, nel 2006-07, nel 2007-08, nel 2008-09, nel 2009-10 e nel 2010-11.
- 119 podi (103 nel singolo, 16 nelle gare a squadre):
  - 59 vittorie (57 nel singolo, 2 nelle gare a squadre);
  - 33 secondi posti (26 nel singolo, 7 nelle gare a squadre);
  - 27 terzi posti (20 nel singolo, 7 nelle gare a squadre).

#### Coppa del Mondo – vittorie
| Data             | Luogo                | Paese       | Disciplina                                                                             |
| ---------------- | -------------------- | ----------- | -------------------------------------------------------------------------------------- |
| 15 gennaio 1995  | Oberhof              | Germania    | Singolo                                                                                |
| 22 gennaio 1995  | Schönau am Königssee | Germania    | Singolo                                                                                |
| 12 febbraio 1995 | Sigulda              | Lettonia    | Singolo                                                                                |
| 19 febbraio 1995 | Altenberg            | Germania    | Singolo                                                                                |
| 21 gennaio 1996  | Schönau am Königssee | Germania    | Singolo                                                                                |
| 23 novembre 1997 | Sigulda              | Lettonia    | Singolo                                                                                |
| 30 novembre 1997 | Schönau am Königssee | Germania    | Singolo                                                                                |
| 8 dicembre 1997  | Lillehammer          | Norvegia    | Singolo                                                                                |
| 21 dicembre 1997 | Calgary              | Canada      | Singolo                                                                                |
| 29 novembre 1998 | Altenberg            | Germania    | Singolo                                                                                |
| 13 dicembre 1998 | Sigulda              | Lettonia    | Singolo                                                                                |
| 14 novembre 1999 | Lillehammer          | Norvegia    | Singolo                                                                                |
| 21 novembre 1999 | Sigulda              | Lettonia    | Singolo                                                                                |
| 28 novembre 1999 | Altenberg            | Germania    | Singolo                                                                                |
| 5 dicembre 1999  | Schönau am Königssee | Germania    | Singolo                                                                                |
| 12 dicembre 1999 | Calgary              | Canada      | Singolo                                                                                |
| 26 novembre 2000 | Sigulda              | Lettonia    | Singolo                                                                                |
| 10 dicembre 2000 | La Plagne            | Francia     | Singolo                                                                                |
| 21 gennaio 2001  | Altenberg            | Germania    | Singolo                                                                                |
| 11 febbraio 2001 | Park City            | Stati Uniti | Singolo                                                                                |
| 25 novembre 2001 | Lake Placid          | Stati Uniti | Singolo                                                                                |
| 30 novembre 2002 | Calgary              | Canada      | Singolo                                                                                |
| 16 novembre 2003 | Sigulda              | Lettonia    | Singolo                                                                                |
| 23 novembre 2003 | Altenberg            | Germania    | Singolo                                                                                |
| 21 dicembre 2003 | Lake Placid          | Stati Uniti | Singolo                                                                                |
| 1º febbraio 2004 | Schönau am Königssee | Germania    | Singolo                                                                                |
| 20 novembre 2005 | Cesana Torinese      | Italia      | Singolo                                                                                |
| 17 dicembre 2005 | Lake Placid          | Stati Uniti | Singolo                                                                                |
| 17 dicembre 2005 | Lake Placid          | Stati Uniti | Gara a squadre con Anastasija Oberstolz-Antonova, Christian Oberstolz e Patrick Gruber |
| 7 gennaio 2005   | Schönau am Königssee | Germania    | Singolo                                                                                |
| 15 gennaio 2005  | Igls                 | Austria     | Singolo                                                                                |
| 19 novembre 2006 | Cesana Torinese      | Italia      | Singolo                                                                                |
| 2 dicembre 2006  | Park City            | Stati Uniti | Singolo                                                                                |
| 17 dicembre 2006 | Nagano               | Giappone    | Singolo                                                                                |
| 21 gennaio 2007  | Altenberg            | Germania    | Singolo                                                                                |
| 11 febbraio 2007 | Winterberg           | Germania    | Singolo                                                                                |
| 18 febbraio 2007 | Sigulda              | Lettonia    | Singolo                                                                                |
| 17 novembre 2007 | Lake Placid          | Stati Uniti | Singolo                                                                                |
| 16 dicembre 2007 | Igls                 | Austria     | Singolo                                                                                |
| 3 febbraio 2008  | Altenberg            | Germania    | Singolo                                                                                |
| 15 febbraio 2008 | Sigulda              | Lettonia    | Singolo                                                                                |
| 14 dicembre 2008 | Winterberg           | Germania    | Singolo                                                                                |
| 4 gennaio 2009   | Schönau am Königssee | Germania    | Singolo                                                                                |
| 11 gennaio 2009  | Cesana Torinese      | Italia      | Singolo                                                                                |
| 25 gennaio 2009  | Altenberg            | Germania    | Singolo                                                                                |
| 15 febbraio 2009 | Calgary              | Canada      | Singolo                                                                                |
| 21 novembre 2009 | Calgary              | Canada      | Singolo                                                                                |
| 29 novembre 2009 | Igls                 | Austria     | Singolo                                                                                |
| 9 gennaio 2010   | Winterberg           | Germania    | Singolo                                                                                |
| 30 gennaio 2010  | Cesana Torinese      | Italia      | Singolo                                                                                |
| 4 dicembre 2010  | Winterberg           | Germania    | Singolo                                                                                |
| 11 dicembre 2010 | Calgary              | Canada      | Singolo                                                                                |
| 18 dicembre 2010 | Park City            | Stati Uniti | Singolo                                                                                |
| 6 gennaio 2011   | Schönau am Königssee | Germania    | Singolo                                                                                |
| 19 febbraio 2011 | Sigulda              | Lettonia    | Singolo                                                                                |
| 6 gennaio 2012   | Sigulda              | Lettonia    | Gara a squadre con Sandra Gasparini, Christian Oberstolz e Patrick Gruber              |
| 9 febbraio 2013  | Lake Placid          | Stati Uniti | Singolo                                                                                |
| 14 dicembre 2013 | Park City            | Stati Uniti | Singolo                                                                                |
| 26 gennaio 2014  | Sigulda              | Lettonia    | Singolo                                                                                |

### Coppa del Mondo juniores
- Vincitore della Coppa del Mondo juniores nella specialità del singolo nel 1989/90.

### Campionati Italiani
- 17 medaglie:
  - 15 ori (singolo a Igls 1993; singolo a Igls 1994; singolo a La Plagne 1996; singolo a Nagano 1997; singolo a Igls 1998; singolo a Igls 2003; singolo a Igls 2005; singolo a Cesana Torinese 2006; singolo a Cesana Torinese 2007; singolo a Cesana Torinese 2008; singolo a Cesana Torinese 2009; singolo a Cesana Torinese 2011; singolo a Schönau am Königssee 2012; singolo a La Plagne 2013; singolo a Schönau am Königssee 2014);
  - 1 argento (singolo a Igls 2004);
  - 1 bronzo (singolo a Igls 1995).

## Riconoscimenti
- Nel 2014, lo Sci Club Forlì gli ha conferito il premio nazionale Cristallo d'Oro.
- Nel dicembre 2015, una targa dedicata a Zöggeler è stata inserita nel percorso Walk of Fame dello sport italiano al parco olimpico del Foro Italico a Roma, riservato agli sportivi italiani che si sono distinti in campo internazionale.[24]
- Nel giugno 2019 è stato nominato nella Hall of fame della Federazione Internazionale Slittino.
- Gazzetta Sports Awards: 1

Categoria Uomo dell'anno in ambito italiano: 2011

## Opere
- Ghiaccio, acciaio, anima, con Simone Battaggia, Milano, Mondadori, 2015, ISBN 978-88-04-65643-2.
- (DE)  con Simone Battaggia e Karin Fleischanderl, Mein Leben im Eiskanal, Folio, Vienna-Bolzano, 2016, ISBN 978-3-99037-064-3.